# فستوتشني (ميناء فضائي)

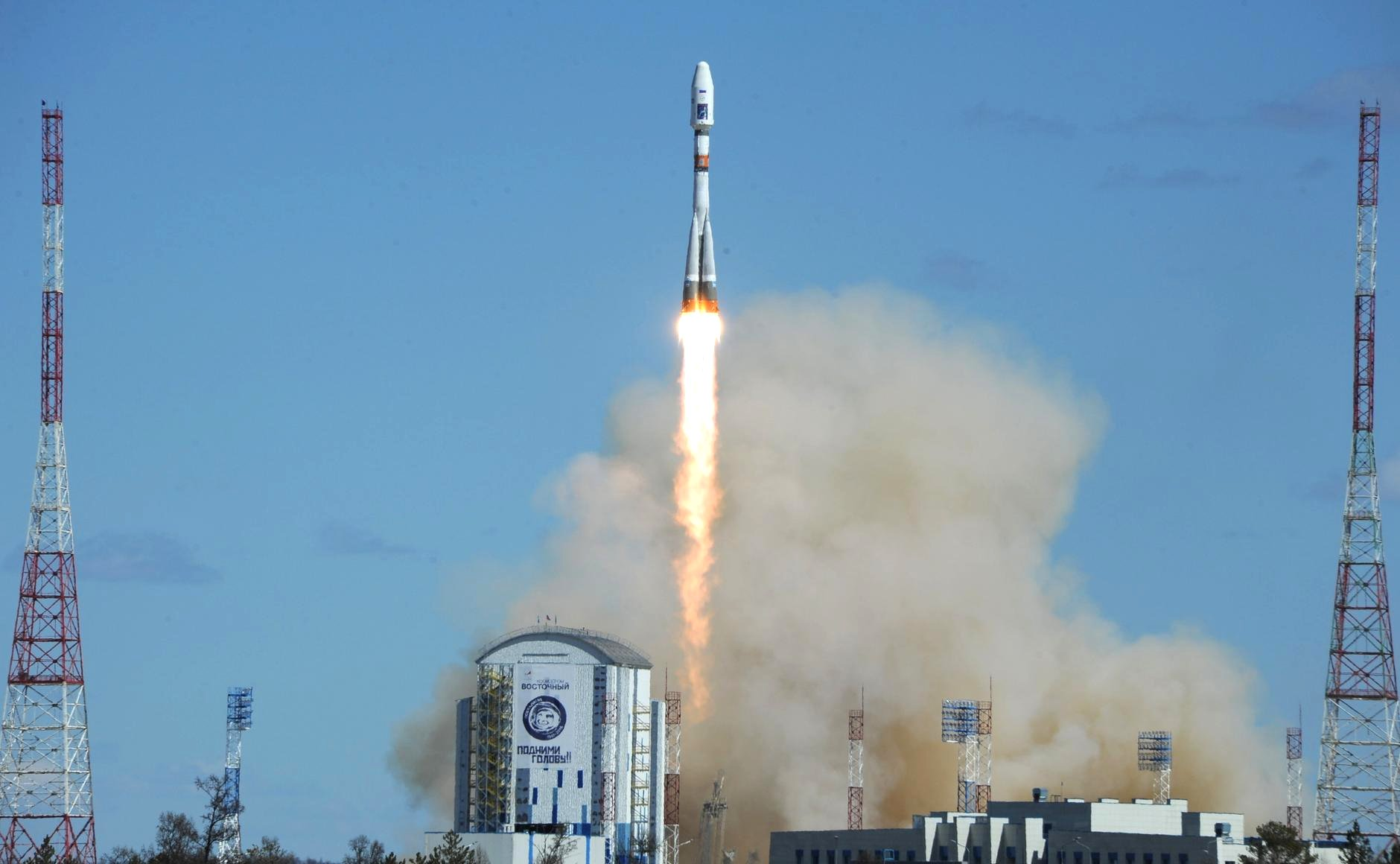
إطلاق سويوز-2.1A من فوستوشني كوسمودروم

ميناء فستوتشني الفضائي (بالروسية: Восточний Космодром، ڤستوتشني كسمدروم) هو ميناء فضائي في أوغليغورسك في أوبلاست أمور في الشرق الأقصى الروسي. تسعى الحكومة الروسية باستخدام هذا الميناء إلى تقليل اعتمادها على ميناء بايكونور الفضائي الواقع في كازاخستان والذي تدفع الحكومة الروسية 115 مليون دولار سنويًّا لاستخدامه. ذكر ديمتري روزيغن نائب رئيس الوزراء أن تكلفة بناء الميناء الفضائي بلغت 104 مليار روبل. في 28 أبريل 2016، وبعد تأجيل 24 ساعة، نُفذت أولى عمليات الإطلاق بنجاح في الميناء الفضائي، بانطلاق صاروخ «سويوز-2.1 أ» حاملًا أقمارًا صناعية لوضعها في المدار. حضر الإطلاق الرئيس فلاديمير بوتين.